# الاند
الاند (به آلمانی: Alland) یک شهر بازاری و municipality of Austria در اتریش است که در Baden District, Austria واقع شده‌است.